# Urspelerpes brucei
Urspelerpes brucei é uma espécie de anfíbio caudado da família Plethodontidae, única espécie do género Urspelerpes. Está presente nos Estados Unidos. A UICN classificou-a como pouco preocupante.